# Operación Colombo
Die Operation Colombo war eine militärische Aktion während der Militärdiktatur in Chile (1975), die zum desaparecimiento (Verschwinden) von 119 Oppositionellen geführt haben soll.
Der Sachverhalt sollte nach dem Ende der chilenischen Militärdiktatur aufgeklärt werden. Laut Anklage hatte der chilenische Geheimdienst DINA unter dem Befehl des Diktators Augusto Pinochet unliebsame Oppositionelle ermordet und versucht, diesen Mord linken Guerillieros der Movimiento de Izquierda Revolucionaria (MIR) in die Schuhe zu schieben. Angeklagt waren neben Pinochet auch der ehemalige General Manuel Contreras.
Pinochet, der 2005 für verhandlungsfähig erklärt worden war, starb jedoch 2006. 2008 wurde der ehemalige Oberst Mario Manriquez Bravo als Verantwortlicher für die Durchführung der Operation verurteilt. Richter Juan Eduardo Fuentes Belmar beendete anschließend das Verfahren.